# Wilhelm Zeller
Wilhelm August Friedrich Karl Zeller (* 1. Dezember 1842 in Darmstadt; † 29. August 1897 ebenda) war ein deutscher Schriftsteller, Jurist und Staatskommissar bei der Landesversicherungsanstalt des Großherzogtums Hessen.

## Leben

### Herkunft und Familie
Wilhelm Zeller wurde als Sohn des Christian Zeller und dessen Ehefrau Auguste Karoline Sommerschu (1810–1891) geboren. Am 28. März 1870 heiratete er Elisabeth Weller, Tochter des Justizrats Eberhard Weller. Aus der Ehe ging der Sohn Adolf (1871–1946, Hochschullehrer und Architekturautor) hervor.

### Werdegang und Wirken
Nach dem Abitur am Gymnasium Darmstadt studierte er Rechtswissenschaften an den Universitäten in Gießen und Heidelberg. Zu Ostern 1864 legte er die Fakultätsprüfung ab und promovierte im November des Jahres zum Dr. jur. Nach Ablegung der Staatsprüfung im Justiz- und Verwaltungsfach schloss sich eine Tätigkeit bei einer Darmstädter Anwaltskanzlei an. Bevor er im März 1869 in den Verwaltungsbereich wechselte, war er im Sekretariat des Hofgerichtes der Provinz Starkenburg beschäftigt. Zeller wurde Akzeßist beim Kreisamt Darmstadt und von Juli 1869 bis August 1871 Aushilfskraft beim Kreisamt Büdingen. Für die Dauer eines Jahres zur Oberstudiendirektion Darmstadt gewechselt, folgte im Februar 1872 die Ernennung zum Kreisassessor in Darmstadt. Er wurde nach Oppenheim versetzt und kam im Januar 1877 als Kreisassessor zum Kreisamt Alzey, wo er nur einen Monat lang blieb, um im Februar die Stelle des Kreisassessors in Offenbach zu übernehmen. Im November 1885 zum Regierungsrat bei der Provinzialdirektion Starkenburg befördert, folgte Ende September 1893 der Wechsel zur Oberrechnungskammer Darmstadt und die gleichzeitige Ernennung zum Oberrechnungsrat. Damit übernahm er die Leitung der Behörde.

### Öffentliche Ämter
- Ordentliches Mitglied der Prüfungskommission für Einjährig-Freiwillige und Zivilvorsitzender der Oberersatzkommission
- Mitglied der Zivildienerwitwenkommission
- Ständiges Mitglied der Landesversicherungsanstalt für Invaliditäts- und Altersversicherung
- Staatskommissar bei der Landesversicherungsanstalt für Invaliditäts- und Altersversicherung

## Werke
- Handbuch der Verfassung und Verwaltung im Grossherzogthum Hessen, 2 Bde. und Ergänzungsbd. (Bergsträsser-Verlag Darmstadt, 1885–1893)
- Katechismus des Deutschen Reiches (Weber-Verlag Leipzig, 1878)
- Das Reichsgesetz über die privatrechtliche Stellung der Erwerbs- und Wirtschafts-Genossenschaften (Beck-Verlag Nördlingen, 1880)